# Lijst van kantons per departement
Overzicht van de lijsten van kantons per departement in Frankrijk. Dit overzicht is nog gebaseerd op de situatie voor de herverdeling van de kantons die bij wet doorgevoerd werd in 2013 en voor het eerst toegepast bij de departementsverkiezingen van maart 2015.

## A
Kantons van Ain
- Kantons van Aisne
- Kantons van Allier
- Kantons van Hautes-Alpes
- Kantons van Alpes-Maritimes
- Kantons van Alpes-de-Haute-Provence
- Kantons van Ardèche
- Kantons van Ardennes
- Kantons van Ariège
- Kantons van Aube
- Kantons van Aude
- Kantons van Aveyron

## B
Kantons van Bas-Rhin
- Kantons van Bouches-du-Rhône

## C
Kantons van Calvados
- Kantons van Cantal
- Kantons van Charente
- Kantons van Charente-Maritime
- Kantons van Cher
- Kantons van Corrèze
- Kantons van Haute-Corse
- Kantons van Corse-du-Sud
- Kantons van Côte d'Or
- Kantons van Côtes-d'Armor
- Kantons van Creuse

## D
Kantons van Deux-Sèvres
- Kantons van Dordogne
- Kantons van Doubs
- Kantons van Drôme

## E
Kantons van Essonne
- Kantons van Eure
- Kantons van Eure-et-Loir

## F
Kantons van Finistère

## G
Kantons van Gard
- Kantons van Haute-Garonne
- Kantons van Gers
- Kantons van Gironde
- Kantons van Guadeloupe
- Kantons van Frans-Guyana

## H
Kantons van Haut-Rhin
- Kantons van Haute-Corse
- Kantons van Haute-Garonne
- Kantons van Haute-Loire
- Kantons van Haute-Marne
- Kantons van Haute-Saône
- Kantons van Haute-Savoie
- Kantons van Haute-Vienne
- Kantons van Hautes-Alpes
- Kantons van Hautes-Pyrénées
- Kantons van Hauts-de-Seine
- Kantons van Hérault

## I
Kantons van Ille-et-Vilaine
- Kantons van Indre
- Kantons van Indre-et-Loire
- Kantons van Isère

## J
Kantons van Jura

## L
Kantons van Landes
- Kantons van Loir-et-Cher
- Kantons van Loire
- Kantons van Loire-Atlantique
- Kantons van Haute-Loire
- Kantons van Loiret
- Kantons van Lot
- Kantons van Lot-et-Garonne
- Kantons van Lozère

## M
Kantons van Maine-et-Loire
- Kantons van Manche
- Kantons van Marne
- Kantons van Haute-Marne
- Kantons van Martinique
- Kantons van Mayenne
- Kantons van Meurthe-et-Moselle
- Kantons van Meuse
- Kantons van Morbihan
- Kantons van Moselle

## N
Kantons van Nièvre
- Kantons van het Noorderdepartement

## O
Kantons van Oise
- Kantons van Orne

## P
Kantons van Pas-de-Calais
- Kantons van Puy-de-Dôme
- Kantons van Hautes-Pyrénées
- Kantons van Pyrénées-Atlantiques
- Kantons van Pyrénées-Orientales

## R
Kantons van Réunion
- Kantons van Bas-Rhin
- Kantons van Haut-Rhin
- Kantons van Rhône

## S
Kantons van Haute-Saône
- Kantons van Saône-et-Loire
- Kantons van Sarthe
- Kantons van Savoie
- Kantons van Haute-Savoie
- Kantons van Hauts-de-Seine
- Kantons van Seine-Maritime
- Kantons van Seine-Saint-Denis
- Kantons van Seine-et-Marne
- Kantons van Deux-Sèvres
- Kantons van Somme

## T
Kantons van Tarn
- Kantons van Tarn-et-Garonne
- Kantons van Territoire de Belfort

## V
Kantons van Val-de-Marne
- Kantons van Val-d'Oise
- Kantons van Var
- Kantons van Vaucluse
- Kantons van Vendée
- Kantons van Vienne
- Kantons van Haute-Vienne
- Kantons van Vosges

## Y
Kantons van Yonne
- Kantons van Yvelines